# Mészhomoktégla
A mészhomoktégla  egy nagy hagyománnyal rendelkező, mesterséges falazóanyag. Olcsó és statikailag kiváló, nyomásállósága az agyagtéglánál nagyobb, ugyanakkor hőszigetelési képessége pl. az agyagtéglánál jelentősen rosszabb. Alapanyaga homok és mész, melyekből a falazóelemeket hő, nyomás, vízgőz, vagy különböző vegyi anyagok hozzáadásával állítják elő.

## Összetevői
A mészhomoktégla fő alkotóeleme a kvarchomok. Ez a teljesen természetes alapanyag, nagy mennyiségben megtalálható a földfelszín közelében, így kitermelése nem jelent környezetterhelést.
További összetevője még a mész és a víz. A receptura szerint a bemért anyagok egy gyors keverőbe kerülnek. A keverés célja egy homogén eloszlású, csomómentes, 5-7 m% vizet tartalmazó keverék készítése. A friss keverék a reaktorba kerül, ahol az érlelés idő alatt az égetett mészszemcsék beoltódnak és mészhidrátot képeznek.  
CaO + H2O = Ca(OH)2 + Q                                (Q = 1177 KJ/kg)    

## Története
A mészhomoktégla széleskörű elterjedése az 1700-as évektől kezdődött a németalföldi területeken, ahol a lakóházak 80%-a napjainkban is ebből az anyagból készül. Ekkor még a hagyományos „nagyméretű tégla” formájú elemek kerültek gyártásra. Magyarországon már a század elején ismert építőanyag volt.  Nagy mértékben felhasználták a kispesti Wekerletelep építésénél, de a második világháború után, az iparosított építés korszakában itthon feledésbe merült. Silka néven 2004 óta a magyar építőipar újra felfedezhette a mészhomoktéglát, és elsősorban a nagy testsűrűségéből adódó kiváló hangszigetelési képességéből adódóan az akusztikai falak (lakáselválasztó, lakó és közösségi terek közötti, homlokzati, stb.) egyik jellemző megoldásaként használja. A modern gyártástechnológiának ezen belül is a számítógép által vezérelt préselési eljárásnak és a nagy nyomású gőzszilárdításnak köszönhetően a Silka márkanevű mészhomoktéglák fizikai paraméterei nagymértékű fejlődésen mentek keresztül. A ±1mm-es méretpontosságból adódóan a nút-féderes falazóelemeket a 2 mm-es habarcsréteget adó vékonyágyazó technológiával is falazhatjuk. A legkorszerűbb gyártási technológia 50x-es fagyállóságot garantál a burkolótégláknak, mely lehetővé teszi azok alkalmazását függőleges falakon kívül lábazatokban, párkányokban is.

## Alkalmazási területei
- Az élőfal-mészhomoktéglát fagyálló homlokzatok és vakolt falak létrehozására használják.
- A tömör és likacsos mészhomoktéglát válaszfalak, belső- és pincefalak építésére használják.